# Agrostis reuteri
{{#ifeq:0|0|{{#if:|{{#if:Agrostisreuteri|[[]}}|}}}}
Agrostis reuteri — вид трав'янистих рослин з родини тонконогові (Poaceae), поширений на Піренейському півострові, на Мадейрі, Азорських островах й у пн.-зх. Африці.

## Опис
Багаторічна рослина, росте в пучках. Стебла 35–70 см завдовжки; з 3–5 вузлами; поверхня між вузлами гладка. Листові пластини плоскі, довжиною 5–17 см, шириною 1–2.5 мм; поверхня шершава. Суцвіття — відкрита еліптична або яйцеподібна волоть, 10–20 см завдовжки, 2–8 см завширшки. Колосочки поодинокі на стебельцях 1–7 мм довжиною; 1.1–1.4 від довжини родючого колосочка. Родючий колосочок містять 1 родючу квіточку. Родючі колосочки еліптичні, стиснуті з боків, 1.4–1.8 мм завдовжки, розпадаються в зрілості нижче кожної родючої квітки. Зернівка 0,8×0.3 мм. 2n = 14. Квіти з червня по липень.

## Поширення
Населяє Алжир, Марокко, Туніс, Азорські острови, архіпелаг Мадейру, південну й центральну Португалію, південну Іспанію.